# Карл Рихтер
Карл Рихтер (Плауен, 15. октобар 1926. — Минхен, 15. фебруар 1981) је био немачки диригент, оргуљaш и чембалиста.

## Биографија
Рођен је у Плауену 1926. године. Студирао је у Дрездену са Гунтером Рамином, Карлом Страубом и Рудолфом Мауесрбергом. Године 1949. постао почео је да свира оргуље у цркви св. Томаса у Лајпцигу, где је и сам Бах некада свирао.
Године 1951, преселио се у Минхен, где је предавао на конзерваторијуму и свирао оргуље у цркви св. Марка. Дириговао је Мунчестер-Баховим хором и оркестром од 1954. године. Шездесетих и седамдесетих година 20. века имао је великих успеха на турнејама по Јапану, САД, Канади, Латинској Америци, источној Европи и СССР. Изводио је широк репертоар музике, а најпознатије су његове интерпретације дела Баха и Хендла.
Умро је у хотелу, у Минхену, 1981. године од инфаркта. Сахрањен је у Цириху осам дана касније. Сахрањен је на гробљу Енценбил у Цириху. Његова супруга Гледи, која је рођена 1931. године, умрла је 2019. године и сахрањена је у истом гробу.
Важно је напоменути да није у сродству са совјетским пијанистом Свјатославом Рихтером (иако су обојица била немачког порекла).